# مرجع ولتاژ شکاف‌باندی
یک مرجع ولتاژ شکاف‌باندی یک مدار مرجع ولتاژ مستقل از دما است که به‌طور گسترده در مدارهای مجتمع استفاده می‌شود. این بدون توجه به تغییرات منبع تغذیه، تغییرات دما و بارگذاری مدار از یک دستگاه، ولتاژ ثابت‌شده (ثابت) ایجاد می‌کند. این ولتاژ معمولاً در حدود ۱٫۲۵ ولت است (نزدیک به مقدار نظری ۱٫۲۲ الکترون‌ولت (۰٫۱۹۵ آتوژول) شکاف‌باند سیلیسیم در ۰ کلوین). این مفهوم مدار برای اولین بار توسط دیوید هلباببر در سال ۱۹۶۴ منتشر شد. باب ویدلر و پل بروکو و دیگران با نسخه‌های موفق تجاری دیگری آن را پیش گرفتند. 

## عملکرد

مدار مرجع شکاف‌باندی بروکو

مشخصه و نقطه تعادل T1 و T2

اختلاف ولتاژ بین دو پیوند p-n (به عنوان مثال دیودها)، که در چگالی جریان مختلفی کار می‌کنند، برای تولید جریانی استفاده می‌شود که متناسب با دمای مطلق ( PTAT) در مقاومت است. این جریان برای تولید ولتاژ در مقاومت دوم استفاده می‌شود. این ولتاژ به نوبه خود به ولتاژ یکی از پیوندها (یا یک سوم، در برخی از پیاده‌سازی‌ها) اضافه می‌شود. ولتاژ موجود در یک دیود که در جریان ثابت کار می‌کند ، مکمل برای دمای مطلق است ( CTAT )، با ضریب دما تقریباً ۲- mV/K اگر نسبت بین مقاومت اول و دوم به درستی انتخاب شود، اثرات مرتبه اول وابستگی دما دیود و جریان PTAT از بین می‌رود. ولتاژ حاصل در حدود ۱٫۲ تا ۱٫۳ ولت است، بسته به تکنولوژی خاص و طراحی مدار و به مقدار نظری 1.22 eV (الکترون-ولت) شکاف‌باند سیلیسیم در ۰ کلوین نزدیک است. تغییر ولتاژ باقیمانده بالای دمای عملیاتی مدارهای مجتمع معمولی در مرتبه چند میلی ولت است. این وابستگی دما یک رفتار پسماند سهموی معمولی دارد زیرا اثرات خطی (مرتبه اول) برای حذف انتخاب می‌شوند. 
زیرا ولتاژ خروجی طبق تعریف در حدود ۱٫۲۵ ولت ثابت است، برای مدارهای مرجع شکاف‌باندی معمولی، کمینه ولتاژ کار حدود ۱٫۴ ولت است، همانطور که در یک مدار سیماس حداقل باید یک ولتاژ درین سورس ترانزیستور اثر میدان (FET) اضافه شود. بنابراین، کارهای اخیر بر یافتن راه حل‌های جایگزین متمرکز شده‌اند، که در آنها مثلاً جریان‌ها به‌جای ولتاژ جمع می‌شوند، و در نتیجه محدودیت نظری کمتری برای ولتاژ کاری ایجاد می‌شود. 

## ثبت اختراعات
- ۱۹۶۶، ثبت اختراع ایالات متحده ۳۲۷۱۶۶۰، منبع ولتاژ مرجع، دیوید هلباببر.[۵]
- ۱۹۷۱، ثبت اختراع ایالات متحده ۳۶۱۷۸۵۹، قطعه رگولاتور الکتریکی شامل یک مدار مرجع ولتاژ با ضریب دما صفر، رابرت دوبکین و رابرت ویدلر .[۶]
- ۱۹۸۱، ثبت اختراع ایالات متحده ۴۲۴۹۱۲۲ ، آی‌سی جبران‌ساز دمای شکاف‌باند با مرجع ولتاژ، رابرت ویدلار .[۷]
- ۱۹۸۴، ثبت اختراع ایالات متحده ۴۴۴۷۷۸۴، مدار مرجع ولتاژ شکاف‌باندی با جبران دما، رابرت دوبکین .[۸]